# Вергилиев оракул
«Верги́лиев ора́кул» (лат. Sortes Vergilianae) — известный со II века сборник цитат из Вергилия (70—19 годы до н. э.), к которому прибегали, как к оракулу. Такой способ гадания относится к библиомантии.
К «Sortes Vergilianae» обращался уже римский император Адриан (117—138 годы) и его преемники, причём, загадывая что-либо, сначала открывали наудачу том Вергилия. Эта практика, получившая широкое распространение в средние века, была следствием необыкновенной популярности римского поэта. Подобному восприятию в те времена «божественного поэта» Вергилия в качестве пророка немало способствовало отношение к нему отцов раннехристианской церкви, прибегавших к его сочинениям, как к оракулу, — Августина, Иеронима, Лактанция, Минуция Феликса и других, а также аллегоризм 4-й эклоги (зимней) из первого произведения Вергилия «Буколики»:
| Virgil Eclogue IV | Вергилий Эклога IV пер. с лат. С. Шервинского |
| Ultima Cumaei venit iam carminis aetas; magnus ab integro saeclorum nascitur ordo. iam redit et Virgo, redeunt Saturnia regna; iam nova progenies caelo demittitur alto. tu modo nascenti puero, quo ferrea primum desinet ac toto surget gens aurea mundo... | «Круг последний настал по вещанью пророчицы Кумской, Сызнова ныне времён зачинается строй величавый, Дева грядёт к нам опять, грядет Сатурново царство. Снова с высоких небес посылается новое племя. К новорождённому будь благосклонна, с которым на смену Роду железному род золотой по земле расселится...» |

Аналогичным авторитетом пользовались лишь сочинения Гомера (Гомеров оракул, англ. Sortes Homericae) и Сивиллины книги, а со времени распространения христианства — Библия (англ. Sortes Sanctorum — гадание, осуждённое церковным собором в Агде в 506 году).